# Nipponogarypus enoshimaensis
Nipponogarypus enoshimaensis es una especie de arácnido del orden Pseudoscorpionida de la familia Olpiidae.

## Distribución geográfica
Se encuentra en Japón.

## Subespecie
- Nipponogarypus enoshimaensis okinoerabensis